# The Matrimonial Martyr
The Matrimonial Martyr (o A Matrimonial Martyr) è un film muto del 1916 diretto da Sherwood MacDonald e interpretato da Ruth Roland, Andrew Arbuckle, Marguerite Nichols. La sceneggiatura si basa sul lavoro teatrale A Message from Reno.

## Trama
Erma Desmond viene assunta come dama di compagnia da Bertie Stanley, una signora di cui lei è praticamente la sosia. Durante l'assenza del marito che si è recato in Europa, Bertie - innamorata di un altro uomo - vuole recarsi a Reno per chiedere il divorzio e chiede a Erma di prendere il suo posto in casa, facendosi passare per lei. Tutto sembra filare liscio finché un giorno, inaspettato, torna Hugo, il marito di Bertie. Erma ha il bel fa fare per non farsi smascherare da lui: quando Bertie torna, fresca di divorzio, tutto va al suo posto. Lei è libera di sposare l'uomo che ama, mentre Hugo, fatte le debite considerazioni, decide di sposare Erma, che trova perfetta per lui.

## Produzione
Il film fu prodotto dalla Balboa Amusement Producing Company e colorato a mano con un processo chiamato Pathécolor.
Le riprese del film vennero girate a Long Beach, in California.

## Distribuzione
Il film venne registrato per il copyright con il titolo The Matrimonial Martyr, ma alcune fonti riportano il titolo A Matrimonial Martyr. Venne distribuito dalla Pathé Exchange, uscendo nelle sale cinematografiche statunitensi il 19 giugno 1916.